# Arquebisbat de Wellington
L'arquebisbat de Wellington (anglès: Archdiocese of Wellington; llatí: Archidioecesis Vellingtonensis) és una seu metropolitana de l'Església Catòlica a Nova Zelanda. El 2010 tenia 83.214 batejats sobre 550.000 habitants. Actualment està regida per l'arquebisbe cardenal John Atcherley Dew.

## Territori
L'arxidiòcesi s'estén sobre la Nova Zelanda central entre Levin i Masterton al nord fins a Kaikoura a Westport al sud. La seu episcopal està a la ciutat de Wellington, on es troba la catedral del Sagrat Cor.
El territori està dividit en 47 parròquies.

## Història

### Els pioners
La fe catòlica dels nous immigrants a Wellington es va mantenir inicialment a través dels esforços del Dr. John Fitzgerald que van arribar el 31 de gener de 1840. Va encapçalar les oracions de diumenge i organitzà classes de doctrina cristiana. El primer sacerdot resident va ser el caputxí Pare Jeremiah O'Riley que va arribar com a capellà l'Hon. Henry William Petre, un director de la Companyia de Nova Zelanda i un dels fundadors de Wellington. O'Riley va arribar el gener de 1843 i en un any es va construir la primera petita església catòlica, dedicada a la Nativitat. Mentrestant, els Pares Maristes francesos basats a Auckland evangelitzaren àmpliament tot el país i el Pare J.B. Compte SM va establir una missió permanent a Otaki en 1844.

### Maristes
Al juny de 1848, el Papa Pius IX dividí Nova Zelanda en dues diòcesis, Auckland i Wellington, consistent en la meitat inferior de l'Illa del Nord i la totalitat de l'Illa del Sud. El bisbe Philippe Viard, que va arribar a Wellington a la barca "Clara" l'1 de maig de 1850, va ser el primer bisbe. Amb ell hi havia cinc sacerdots maristes, deu germans laics, dos professors laics, tres maoris i quatre dones joves, les "Germanes de Maria" que van començar a ensenyar en què es va convertir en la universitat de Santa Maria i l'escola catedralícia del Sagrat Cor.

### Establiment
Viard va comprar i se li va donar la terra a Thorndon on es va edificar la seva residència, el Convent de Santa Maria i la catedral de Santa Maria. El Pare Garin i el germà Br van anar a Nelson per establir l'església allà. El Pare Lampila i altres dos van establir una missió a Hawkes Bay. El Pare Bosc i el sr. Huntley van treballar a la vall de Hutt. Els Pares Petitjean i Seon van viatjar per tota l'Illa del Sud. Abans de 1852 s'havia establert una parròquia a Whanganui i la missió dels maoris al riu Whanganui tenia un sacerdot resident. Durant deu anys, però, Viard no va rebre reforços i la malaltia va afectar negativament al seu personal. Al març de 1860, les Germanes de la Misericòrdia van arribar d'Auckland per fer-se càrrec de les obres de quatre Germanes de Maria.

### Prosperitat
En 1859 altres tres sacerdots maristes van arribar i pastors podrien ser enviats a New Plymouth, Christchurch i Dunedin. El descobriment d'or en 1857 i després va significar una ràpida expansió de l'Església a la costa oest, i Dunedin va esdevenir una diòcesi separada en 1869. Els sacerdots irlandesos van arribar i van seguir els seus compatriotes i les seves famílies a les excavacions. Les Germanes de les Missions també van arribar a establir escoles en Napier (el Col·legi del Sagrat Cor i el Col·legi de les nenes maoris de Sant Josep) i a Christchurch i Nelson.

### Arxidiòcesi
El bisbe Viard va morir el 2 de juny de 1872 i va ser succeït pel bisbe Francis Redwood SM que havia de romandre com a ordinari de la diòcesi durant 61 anys. La diòcesi va ser elevada a arxidiòcesi el 10 de maig de 1887 i Christchurch va esdevenir una diòcesi separada. Thomas O'Shea SM es va convertir en el seu arquebisbe coadjutor el 1913 i es va mantenir així durant 22 anys. Redwood va morir en 1935 i va ser succeït per O'Shea, l'arxiepiscopat del qual va durar 12 anys. Peter McKeefry va ser nomenat Arquebisbe Coadjutor el 1947 i va succeir O'Shea quan va morir el 1954. McKeefry va ser creat cardenal en 1969 i va ser assistit per bisbe Owen Snedden, qui era bisbe auxiliar des de 1962.

### Avui
Durant l'episcopat de McKeefry la població catòlica de Wellington es va doblar i es van establir 39 noves parròquies. Nous ordes van arribar, com els cistercencs a Hawkes Bay. McKeefry va ser succeït en 1973 pel cardenal Reginald Delargey i ell al seu torn va ser succeït, en morir el 1978, per l'Arquebisbe Thomas Williams que va ser fet un cardenal en 1983. En 1980, l'arxidiòcesi es va dividir amb la creació de la diòcesi de North Palmerston. Williams es va retirar al març de 2005 i l'arquebisbe John Dew va ser designat com el seu reemplaçament. Va ser nomenat cardenal en 2015.

## Cronologia episcopal
- Philippe-Joseph Viard, S.M. † (20 de juny de 1848 - 3 de juliol de 1860 nomenat bisbe) (administrador apostòlic)

- Philippe-Joseph Viard, S.M. † (3 de juliol de 1860 - 2 de juny de 1872 mort)
- Francis Mary Redwood, S.M. † (10 de febrer de 1874 - 3 de gener de 1935 mort)
- Francis Mary Redwood, S.M. † (3 de gener de 1935 - 9 de maig de 1954 mort)
- Peter Thomas McKeefry † (9 de maig de 1954 - 18 de novembre de 1973 mort)
- Reginald John Delargey † (25 d'abril de 1974 - 29 de gener de 1979 mort)
- Thomas Stafford Williams (30 d'octubre de 1979 - 21 de març de 2005 jubilat)
- John Atcherley Dew, des del 21 de març de 2005

### Bisbes auxiliars
- Owen Snedden, bisbe auxiliary de Wellington, (1962-1981)

## Estadístiques
A finals del 2010, l'arxidiòcesi tenia 83.214 batejats sobre una població de 550.000 persones, equivalent al 15,1% del total.
| any  | població | població | població | sacerdots | sacerdots       | sacerdots       | sacerdots             | diàques | religiosos | religiosos | parroquies |
| any  | batejats | total    | %        | total     | clergat secular | clergat regular | batejats por sacerdot | diàques | homes      | dones      |            |
| ---- | -------- | -------- | -------- | --------- | --------------- | --------------- | --------------------- | ------- | ---------- | ---------- | ---------- |
|      |          |          |          |           |                 |                 |                       |         |            |            |            |
| 1966 | 125.380  | 830.000  | 15,1     | 360       | 181             | 179             | 348                   |         | 283        | 931        | 87         |
| 1970 | 143.500  | 846.555  | 17,0     | 361       | 178             | 183             | 397                   |         | 183        | 1.041      | 92         |
| 1980 | 157.511  | 954.336  | 16,5     | 332       | 154             | 178             | 474                   |         | 361        | 735        | 91         |
| 1990 | 87.081   | 567.000  | 15,4     | 163       | 78              | 85              | 534                   | 1       | 116        | 339        | 50         |
| 1999 | 82.201   | 515.124  | 16,0     | 128       | 71              | 57              | 642                   |         | 82         | 235        | 48         |
| 2000 | 82.201   | 515.124  | 16,0     | 133       | 70              | 63              | 618                   |         | 86         | 231        | 48         |
| 2001 | 84.201   | 515.124  | 16,3     | 141       | 71              | 70              | 597                   |         | 98         | 223        | 48         |
| 2002 | 84.204   | 515.124  | 16,3     | 123       | 65              | 58              | 684                   |         | 82         | 217        | 48         |
| 2003 | 81.189   | 559.350  | 14,5     | 122       | 63              | 59              | 665                   |         | 83         | 201        | 48         |
| 2004 | 81.189   | 522.504  | 15,5     | 124       | 64              | 60              | 654                   |         | 84         | 203        | 47         |
| 2010 | 83.214   | 550.000  | 15,1     | 119       | 60              | 59              | 699                   |         | 82         | 180        | 47         |